# Stanislav Balík (1928–2015)
Stanislav Balík (15. února 1928 Morašice – 11. dubna 2015) byl český právní historik. Byl profesorem na Právnické fakultě UK v Praze a na Právnické fakultě ZČU v Plzni. Zabýval se obecnými dějinami státu a práva.
Jeho syn Stanislav Balík mladší byl v letech 2004–2014 soudcem Ústavního soudu.

## Publikace
- Státní zřízení Francie v letech 1789–1914 (1977)
- Obecné dějiny státu a práva zemí Afriky, Asie a Latinské Ameriky (vedoucí autorského kolektivu, 1977)
- Rukověť k dějinám římského práva a jeho institucí (2002)
- Právní dějiny mimoevropských zemí: stručný nástin (2003)
- Právní dějiny evropských zemí a USA: stručný nástin (1999)